# Casa Joan Baptista Rubinat
La Maison Joan Baptista Rubinat est une œuvre moderniste de Barcelone protégée comme Bien Culturel d'Intérêt Local.

## Description
Le bâtiment est situé dans le district de Gràcia. L'édifice, construit en 1909, est décoré de sgraffites bicolores à motifs floraux et géométriques.

## Histoire
En 1905 Joan Baptista Rubinat i Planas a chargé Francesc Berenguer Mestres de la construction d'une maison d'habitation. Le projet est signé par Joan Rubió i Bellver, puisque Berenguer ne réussit pas le titre d'architecte.

## Source de traduction
- (ca) Cet article est partiellement ou en totalité issu de l’article de Wikipédia en catalan intitulé « Casa Joan Baptista Rubinat » (voir la liste des auteurs).